# Arnold Rüütel
Arnold Rüütel   (Pahavalla, 10 de maig de 1928 - Tallinn, 31 de desembre de 2024) fou un ex-polític estonià, que exercí de president de la República d'Estònia entre 2001 i 2006, esdevenint el segon president des que el país recuperà la independència l'any 1991.
Rüütel també va servir com el darrer President del Soviet Suprem de la República Socialista Soviètica d'Estònia del 29 de març de 1990 al 6 d'octubre de 1992.

## Etapa soviètica
Nascut a l'illa de Saaremaa, el 1949 es graduà a la Universitat Agrícola de Jäneda, i treballà com a enginyer agrònom sènior del Departament d'Agricultura de Saaremaa (1949-1950) i com a professor de l'agricultura a l'Escola de mecanització de l'agricultura de Tartu des de 1955 fins a 1957.
El 1957 fou designat expert en cap de bestiar i director de la granja experimental de ramaderia de cria de l'Institut Veterinari d'Estònia. Entre 1963 i 1969 exercí de director de la Granja Estatal de Tartu. Al mateix temps, l'any 1964, es graduà a l'Acadèmia d'Agricultura d'Estònia, obtenint la llicenciatura de Ciències Agrícoles, i l'any 1972 el post-grau de Candidat de Ciències.
De 1969 a 1977 fou rector de l'Acadèmia d'Agricultura d'Estònia. A partir de 1977 ocupà alts càrrecs a les institucions comunistes de la República Socialista Soviètica d'Estònia. El 8 d'abril de 1983 fou nomenat President del Presidium del Consell Suprem (Cap d'Estat) de l'RSS d'Estònia, de manera que també va ser un dels 15 vicepresidents del Soviet Suprem de l'URSS.

## Recuperació de la independència
Juntament amb altres comunistes pro-reforma com Väinö Valjean, tingué un paper important en l'elaboració i la composició de la declaració de sobirania d'Estònia, aprovada pel Soviet Suprem el 16 de novembre de 1988.
El 29 de març de 1990 fou elegit President del Soviet Suprem de la República d'Estònia. Ocupà el càrrec durant la confirmació d'independència d'Estònia el 20 d'agost de 1991. Rüütel continuà en el càrrec fins al 6 d'octubre de 1992.

## President
El dirigent es presentà a les presidencials per tercera vegada l'any 2001. A diferència de les eleccions a primer ministre, que són per sufragi universal, l'elecció del president estonià precisa una majoria de dos terços del Riigikogu (68 vots). Si no l'hagués, la decisió aniria a càrrec d'un Col·legi Electoral format per parlamentaris i representants locals.
Fou així com derrotà el candidat del Govern Toomas Savi per 186 a 155 vots. La victòria de Rüütel, que fou recolzada pel Partit del Centre Estònia i la Unió del Poble d'Estònia, s'establí el 8 d'octubre, va començar seriosament en dificultats al govern de Mart Laar, de manera que després d'unes setmanes el govern va caure.
En el seu manifest electoral Rüütel va donar suport a la necessitat de reduir els efectes negatius va portar a Estònia per la ràpida transició a una economia de mercat, amb vista a una major solidaritat dins de la societat d'Estònia. Va trucar a aquest projecte kokkulepe Ühiskondlik ("Pacte Social").
Durant el mandat, Rüütel gaudit d'un suport popular important i creixent comparable a la del seu predecessor Meri. Però el gener de 2006 va estar involucrat en un escàndol: Eesti Televisioon (la televisió estatal d'Estònia) va informar que els nets menors de Rüütel havien organitzat una festa al palau presidencial on hi va haver alcohol. Com el mandat de Rüütel havia d'acabar l'octubre de 2006, el 7 de juny (2006) va anunciar que sería candidat a la reelecció, i així va posar fi a les especulacions sobre la seva candidatura.
L'agost, el Parlament va tornar a fallar per dur a terme una elecció independent de la President: Toomas Hendrik Ilves de la investidura va ser bloquejada pels seus seguidors Rüütel, recolzat sempre pel poble i el Partit del Centre. L'actitud adoptada pel President durant la campanya, que es van negar a participar en els debats parlamentaris, i el seu passat polític edat Soviètica malmès encara més la seva imatge. Les enquestes registren entre estonians suport Rüütel al 31%, enfront d'un 51% d'Ilves, la seva popularitat també es concentra entre la gent gran i la minoria de parla russa.
El 23 de setembre 2006 les eleccions assemblea va decidir per 174 vots a 162, la victòria d'Ilves, que va prendre possessió del càrrec el 9 d'octubre.